# Cirsium subuliforme
Cirsium subuliforme là một loài thực vật có hoa trong họ Cúc. Loài này được G.B.Ownbey mô tả khoa học đầu tiên năm 1982.